# N/A
n/a یا N/A، یک کوته‌نوشت در جداول و فهرست‌ها است که برای مواردی مانند: قابل اجرا نیست (not applicable) در دسترس نیست (not available) یا بدون پاسخ (no answer) به‌کار می‌رود؛ و در زمانی استفاده می‌شود که نشان می‌دهد پاسخ اطلاعات ارائه شده در برخی از خانه‌های جدول، در دسترس نیست.